# Podagrion abbreviatum
Podagrion abbreviatum är en stekelart som beskrevs av Cockerell 1930. Podagrion abbreviatum ingår i släktet Podagrion och familjen gallglanssteklar.
Artens utbredningsområde är Nya Kaledonien. Inga underarter finns listade i Catalogue of Life.